# 劉伯禽
江夏愍王劉伯禽（456年—465年9月18日），彭城郡彭城縣人，南朝宋江夏文獻王劉義恭第十三子。

## 生平
南朝宋元嘉三十年（453年），江夏王劉義恭的十二個兒子均為劉劭所殺。孝建三年（456年），劉義恭第十三子出生，宋孝武帝親自為其取名為“伯禽”，比擬於周公旦之子魯公伯禽。劉伯禽後被拜為江夏王世子，授輔國將軍。
大明八年（464年）正月，劉伯禽被拜為湘州刺史，但並未之州赴任。
永光元年八月癸酉（465年9月18日），劉伯禽與父親劉義恭一同被皇帝劉子業誅殺。同年十二月，宋明帝即位，追復劉義恭官爵，追謚劉伯禽為哀世子。不久，又追封劉伯禽為江夏王，改謚愍王。